# Papeari
Papeari – miasto w Polinezji Francuskiej, na wyspie Tahiti. Według danych szacunkowych na rok 2008 liczy 4587 mieszkańców.